# Reinhard Baumgart
Reinhard Baumgart (* 7. Juli 1929 in Breslau, Provinz Niederschlesien; † 2. Juli 2003 in Gavardo, Italien) war ein deutscher Schriftsteller, Literatur- und Theaterkritiker, sowie Kolumnist.

## Leben
Baumgart wurde als Sohn eines Arztes und einer Krankenschwester in einer Vorstadt von Breslau geboren. Gegen Kriegsende wurde der Vater nach Königshütte in Oberschlesien versetzt. Auf der Flucht von dort überlebte Baumgart als 15-Jähriger im Februar 1945 den großen Bombenangriff auf Dresden. Bei Verwandten im Allgäu arbeitete er, bis er wieder zur Schule gehen durfte. Nach dem Abitur 1947 studierte Baumgart Geschichte, Anglistik und Literaturwissenschaft an den Universitäten München, Glasgow und Freiburg, wo er 1953 bei Walther Rehm über die Ironie bei Thomas Mann promovierte (Mann nahm die Dissertation wohlwollend zur Kenntnis, wie den später veröffentlichten Tagebüchern zu entnehmen ist). Nach einem Jahr als Lektor für Deutsch an der Universität Manchester entschied sich Baumgart gegen eine Universitätslaufbahn. Von 1955 bis 1962 arbeitete er als Lektor (u. a. von Ingeborg Bachmann) im Piper Verlag, dann als freier Schriftsteller und Kritiker.
Ab 1957 wurde Baumgart von Hans Werner Richter regelmäßig zu den Treffen der Gruppe 47 eingeladen, als Verlagsvertreter, Kritiker, aber auch als Autor. In der Öffentlichkeit war er hauptsächlich bekannt als Literatur- und Theaterkritiker. Baumgart schrieb zunächst für die Süddeutsche Zeitung, eine Zeitlang in einer monatlichen Kolumne für den Spiegel, dann hauptsächlich in der Zeit.
Anfang der 1970er Jahre war er an der Seite u. a. von Dieter Lattmann vier Jahre lang stellvertretender Vorsitzer des Deutschen Schriftstellerverbandes, der sich in dieser Zeit intensiv für die Verbesserung der Situation von Autoren und Journalisten einsetzte (u. a. entstand als Folge dieses Engagements die Künstlersozialversicherung).
Baumgart bewegte sich in vielen literarischen und publizistischen Formen. Sein einziger Roman Der Löwengarten (1961) wurde viel beachtet und übersetzt. 1962 veröffentlichte er sein zweites erzählerisches Werk, Hausmusik, eine eigenwillig konstruierte Familienchronik aus der NS-Zeit. Dieses Buch wurde in der Zeit von Marcel Reich-Ranicki entschieden verrissen, was von Beobachtern auch als Resultat der Rivalität dieser beiden damals einflussreichen und vom Typus her höchst unterschiedlichen Kritiker bewertet wurde. Als Baumgart dann im Spiegel eine kritische Besprechung des Reich-Ranicki-Werkes Deutsche Literatur in Ost und West veröffentlichte, wurde das von Reich-Ranicki als Racheakt mit antisemitischem Hintergrund verstanden.
Nach diesem Konflikt schrieb Baumgart zunächst kaum noch fiktionale Prosa, erst 1967 erschien ein weiterer Erzählungsband (Panzerkreuzer Potjomkin). Er veröffentlichte Kritiken und Essays zur Literatur, wurde u. a. 1966 von Adorno zur Frankfurter Poetikvorlesung eingeladen und wandte sich grundsätzlich gegen die damals starke Tendenz zur dokumentarischen Darstellung (Die verdrängte Phantasie), in der die selbstständige literarische Sprache kaum eine Rolle spielte. In den 1970er und 1980er Jahren war er insgesamt acht Jahre lang Mitglied der Jury für das Berliner Theatertreffen.
Erst 2002 veröffentlichte Baumgart wieder einen Band mit Erzählungen: Glück und Scherben. Das „eigentliche“, das literarische Schreiben hatte ihn als Sehnsucht und Fluchtpunkt seiner Vielseitigkeit nie losgelassen.
Baumgart sagte gern, dass er sich mit seinen häufigen Genre-Wechseln „zwischen alle Stühle setzte“. Auch das Medium Film zog ihn theoretisch und praktisch an. Alle seine filmischen Arbeiten beziehen sich auf historische Personen oder literarische Werke, sind also in diesem Sinne nicht rein fiktional. Mit dem Regisseur Michael Mrakitsch drehte Baumgart für das Fernsehen zunächst einen Film über García Lorca, dann zwei über die Wahlverwandtschaften und Wilhelm Meister in einer Goethe-Serie des Hessischen Rundfunks. Es folgte das Drehbuch Sommer in Lesmona zu einer sechsteiligen Fernsehserie von Peter Beauvais nach den Tagebuchbriefen einer jungen Bremerin in den letzten Jahrzehnten des 19. Jahrhunderts (in ihrem Filmdebüt gespielt von Katja Riemann; die Produktion wurde mit vier Adolf-Grimme-Preisen mit Gold ausgezeichnet, unter anderem für Baumgarts Drehbuch).
Das bereits filmisch bearbeitete Wahlverwandtschaftenthema griff Baumgart in einem Theaterstück Wahlverwandtschaften wieder auf. Ein weiteres Schauspiel, Jettchen Geberts Geschichte, entstand nach einem im Anfang des 20. Jh. sehr beliebten Roman von Georg Hermann (Uraufführung 1978 an der Freien Volksbühne Berlin). Nachdem Baumgart spät zum Richard-Wagner-Liebhaber geworden war, schrieb er das Drehbuch: Wahnfried. Bilder einer Ehe, das 1985 von Peter Patzak mit Otto Sander als Wagner verfilmt wurde.

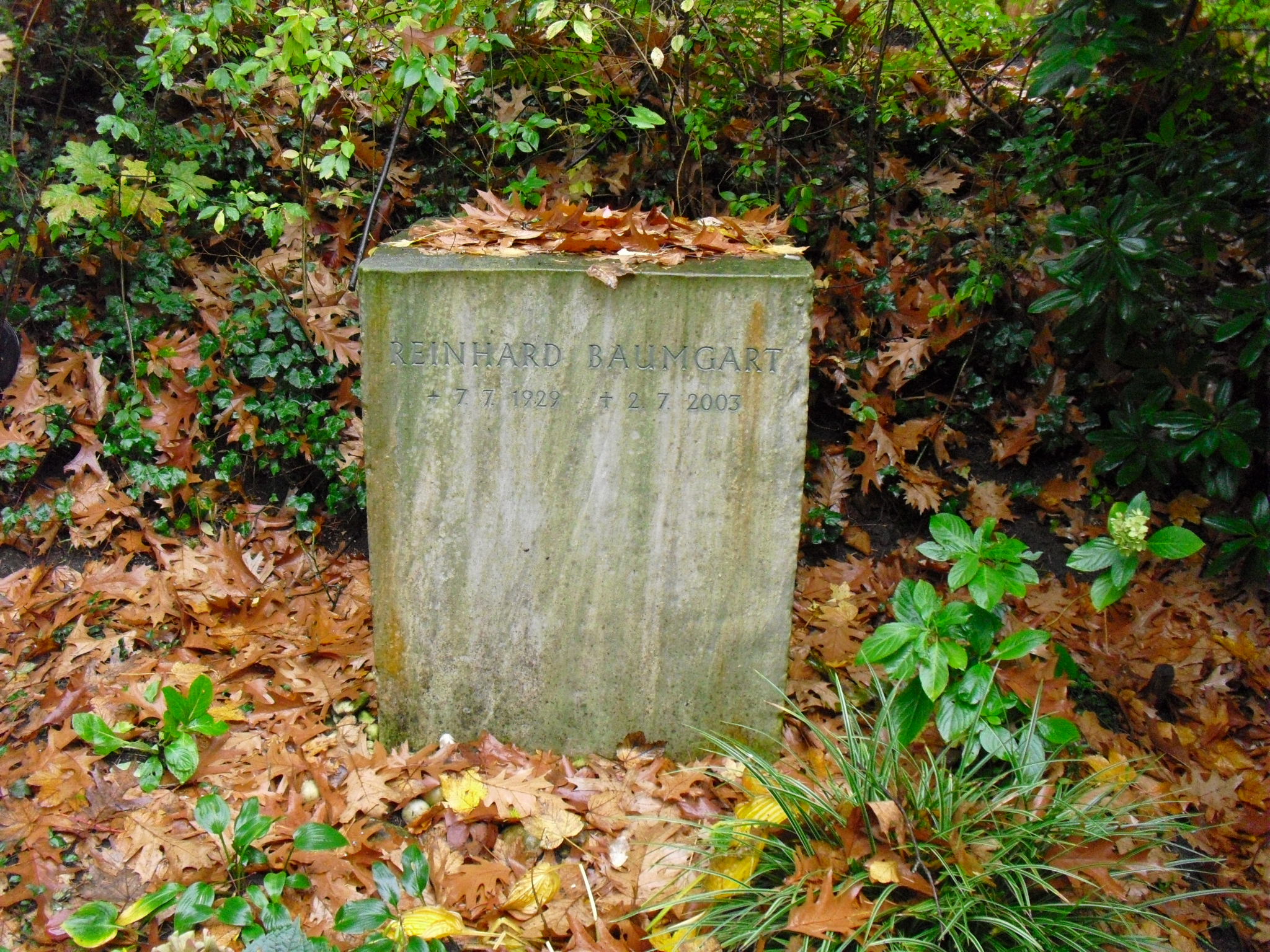
Grab von Reinhard Baumgart auf dem Friedhof Heerstraße in Berlin-Westend

Von 1990 bis zu seiner Emeritierung 1997 hatte Baumgart den ehemaligen Lehrstuhl für Literaturwissenschaft von Walter Höllerer an der TU Berlin inne.
Sein Leben war geprägt von den kulturellen, politischen, vor allem linksintellektuellen Debatten und Spannungen seiner Zeit, die auch in seinen persönlichen Freundschaften zu Konflikten führten (so mit Uwe Johnson, Martin Walser, Jürgen Habermas). Baumgart schrieb schließlich seine Autobiographie Damals. Ein Leben in Deutschland. Diese wurde 2004 posthum veröffentlicht, denn wenige Tage nachdem er die Arbeit an diesem Manuskript beendet hatte, starb er völlig überraschend am 2. Juli 2003 nach einem kurzen schweren Fieber, vermutlich infolge einer Virusinfektion. Die Beisetzung erfolgte auf dem landeseigenen Friedhof Heerstraße in Berlin-Westend (Grablage: 11-A-6/7).
Reinhard Baumgart war seit 1954 verheiratet mit der Romanistin, Übersetzerin und Autorin Hildegard Baumgart und hat mit ihr zwei Töchter und einen Sohn.

## Schriften
Aufsätze
- Zahlreiche Essays, insbesondere für die Hamburger Zeit.
- Literatur für Zeitgenossen. Essays. Suhrkamp, Frankfurt/M. 1966.
- Die verdrängte Phantasie 20 Essays über Kunst und Gesellschaft. Luchterhand, Darmstadt 1973, ISBN 3-472-61129-4.
- Liebesspuren. Eine Lesereise durch die Weltliteratur. Hanser, München 2000, ISBN 3-446-19920-9.

Autobiografie
- Damals. Ein Leben in Deutschland 1929–2003. Hanser, München 2004, ISBN 3-446-20451-2.

Prosa
- Der Löwengarten. Roman. Dtv, München 1989, ISBN 3-423-10999-8 (Nach d. Ausg. Olten 1961).
- Hausmusik. Ein deutsches Familienalbum. Fischer Taschenbuchverlag, Frankfurt/M. 1989, ISBN 3-596-29574-2 (Nachdr. d. Ausg. Olten 1962).
- Panzerkreuzer Potjomkin. Zwölf Erzählungen. Luchterhand, Neuwied 1967.
- Jettchen Geberts Geschichte. Ein Stück nach zwei Romanen von Georg Hermann. In: Theater heute. Die Theaterzeitschrift, Bd. 19 (1984), Heft 4, S. 33–44, ISSN 0040-5507.
- Wahnfried. Bilder einer Ehe. Hanser, München 1984, ISBN 3-446-14310-6.
- Glück und Scherben. Drei lange Geschichten, vier kurze. Hanser, München 2002, ISBN 3-446-20207-2.

Sachbücher
- Das Ironische und die Ironie in den Werken Thomas Manns. Diss. Universität Freiburg im Breisgau 1953. - Überarbeitete Fassungen: C. Hanser, München 1964; Ullstein, Frankfurt/M. 1974, ISBN 3-548-03085-8.
- Aussichten des Romans oder Hat Literatur Zukunft? Frankfurter Vorlesungen. Luchterhand, Neuwied 1968.
- Glücksgeist und Jammerseele. Über Leben und Schreiben, Vernunft und Literatur. Hanser, München 1986, ISBN 3-446-14654-7.
- Selbstvergessenheit. Drei Wege zum Werk: Thomas Mann, Franz Kafka, Bertolt Brecht. Hanser, München 1989, ISBN 3-446-15744-1.
- Auferstehung und Tod des Joseph Roth. Drei Ansichten. Hanser, München 1991, ISBN 3-446-16207-0.
- Deutsche Literatur der Gegenwart. Kritiken. Essays, Kommentare, 1959–1993. Hanser, München 1994, ISBN 3-446-17679-9.
- Addio. Abschied von der Literatur. Variationen über ein altes Thema. Hanser, München 1995, ISBN 3-446-18267-5.

## Auszeichnungen und Ehrungen
- 1983: Mitglied der Deutschen Akademie für Sprache und Dichtung
- 1987: Johann-Heinrich-Merck-Preis für literarische Kritik und Essay
- 1988: Adolf-Grimme-Preis mit Gold für Sommer in Lesmona (zusammen mit Peter Beauvais, Katja Riemann und Herbert Grönemeyer)
- 1991: Friedrich-Märker-Preis für Essayisten